# Bosson (Belgique)
Pour les articles homonymes, voir Bosson.
Bosson est un village de la commune belge de Ferrières en province de Liège. 
Avant la fusion des communes, le village faisait partie de la commune de Werbomont.

## Situation et description
Ce petit village ardennais se situe le long de la N.30 Liège - Bastogne entre les villages d'Ernonheid et Werbomont.
L’église de Bosson dédiée à Saint-Donat a été construite en 1903. Elle est de style néo-gothique. Elle a la particularité d’avoir un plafond en bois apparent. Cet édifice religieux se trouve sur une place de village comptant très peu de constructions. 
Bosson possède aussi un arbre remarquable, le Vieux Chêne repris sur la liste du patrimoine immobilier classé de Ferrières.

## Activités
Bosson compte une école communale située à proximité de l'église.
On y trouve aussi un restaurant ainsi qu'un manège situé dans un ancien moulin à eau alimenté par le ruisseau du Moulin de Bosson qui est en réalité le cours supérieur de la Lembrée.

## Actualités

### Construction de la nouvelle école
Cela faisait près de 40 ans que la question de la construction d'une nouvelle école à Bosson se posait pour des raisons de manque d'espace. Grâce notamment à l'appui de la SPI (l'agence de développement de la province de Liège), la construction a débuté en 2020. La nouvelle école devrait devenir la plus importante de la commune avec 155 élèves inscrits et un potentiel d'augmentation de capacité de 10%.
L'inauguration de la nouvelle école est planifiée pour 2022 et la prise en charge de la construction d'un montant de 4 millions d'euros est assurée par l'intercommunale Ecetia. L'école sera ensuite louée à la commune de Ferrières pour une durée de 20 ans avec la possibilité de racheter le bâtiment au terme de ce délais.